# Marcus Feinbier
Marcus Feinbier (Nyugat-Berlin, 1969. november 30. –) német játékosügynök, labdarúgócsatár.
Feinbier a német labdarúgó-bajnokságok első három szintjén 10 különböző csapat színében 21 szezont töltött.